# Omurtag-Pass
Der Omurtag-Pass (bulgarisch Омуртагов проход Omurtagow prochod) ist ein 720 m hoher Gebirgspass im Bowles Ridge auf der Livingston-Insel im Archipel der Südlichen Shetlandinseln. Er ist Teil der Überlandroute zwischen dem Gebiet um das Wörner Gap und dem oberen Abschnitt des Kaliakra-Gletschers.
Bulgarische Wissenschaftler kartierten ihn im Zuge der Vermessung der Tangra Mountains zwischen 2004 und 2005. Die bulgarische Kommission für Antarktische Geographische Namen benannte ihn 2005 nach Omurtag, bulgarischer Khan von 814 bis 831.